# مالین اندرسون
مالین اندرسون (انگلیسی: Malin Andersson؛ زادهٔ ۴ مهٔ ۱۹۷۳) بازیکن فوتبال اهل سوئد است.
از باشگاه‌هایی که در آن بازی کرده‌است می‌توان به باشگاه فوتبال روزنگرد اشاره کرد.
وی همچنین در تیم‌های ملی فوتبال Sweden women's national under-17 football team، و Sweden women's national under-17 football team، و زنان سوئد بازی کرده‌است.